# 187 pr. n. št.

## Smrti
- Antioh III. Veliki, vladar Selevkidskega cesarstva (* okoli 241 pr. n. št.)